# Cephalopholis microprion
Cephalopholis microprion är en fiskart som först beskrevs av Pieter Bleeker 1852.  Cephalopholis microprion ingår i släktet Cephalopholis och familjen havsabborrfiskar. IUCN kategoriserar arten globalt som livskraftig. Inga underarter finns listade i Catalogue of Life.